# جون جرونت
جون جرونت (24 أبريل 1620 - 18 أبريل 1674) (بالإنجليزية: John Graunt)‏ كان تاجرًا ثريًا في لندن، اشتهر بكونه مع صديقه وليم بيتي أحد أوائل علماء السكان.
هو أول إحصائي يحصل على زمالة الجمعية الملكية في لندن، وأول عالم درس أسباب الوفيات، واشتغل كتيرا في جمع وتحليل البيانات الديموجرافية، كما اشتغل على تطوير جدول الحياة، وهو جدول يُلخص فرص البقاء على قيد الحياة حسب السن أو المرحلة لأفراد مجموعة سكان، بناءً على معدلات المواليد والوفيات. ويعتبر أهم إنجازات جرونت.

## روابط خارجية
- جون جرونت على موقع الموسوعة البريطانية (الإنجليزية)